# Amaro Gamondi
L'Amaro Gamondi è un liquore italiano, originario di Acqui Terme. È prodotto dalla Distilleria Gamondi.

## Storia

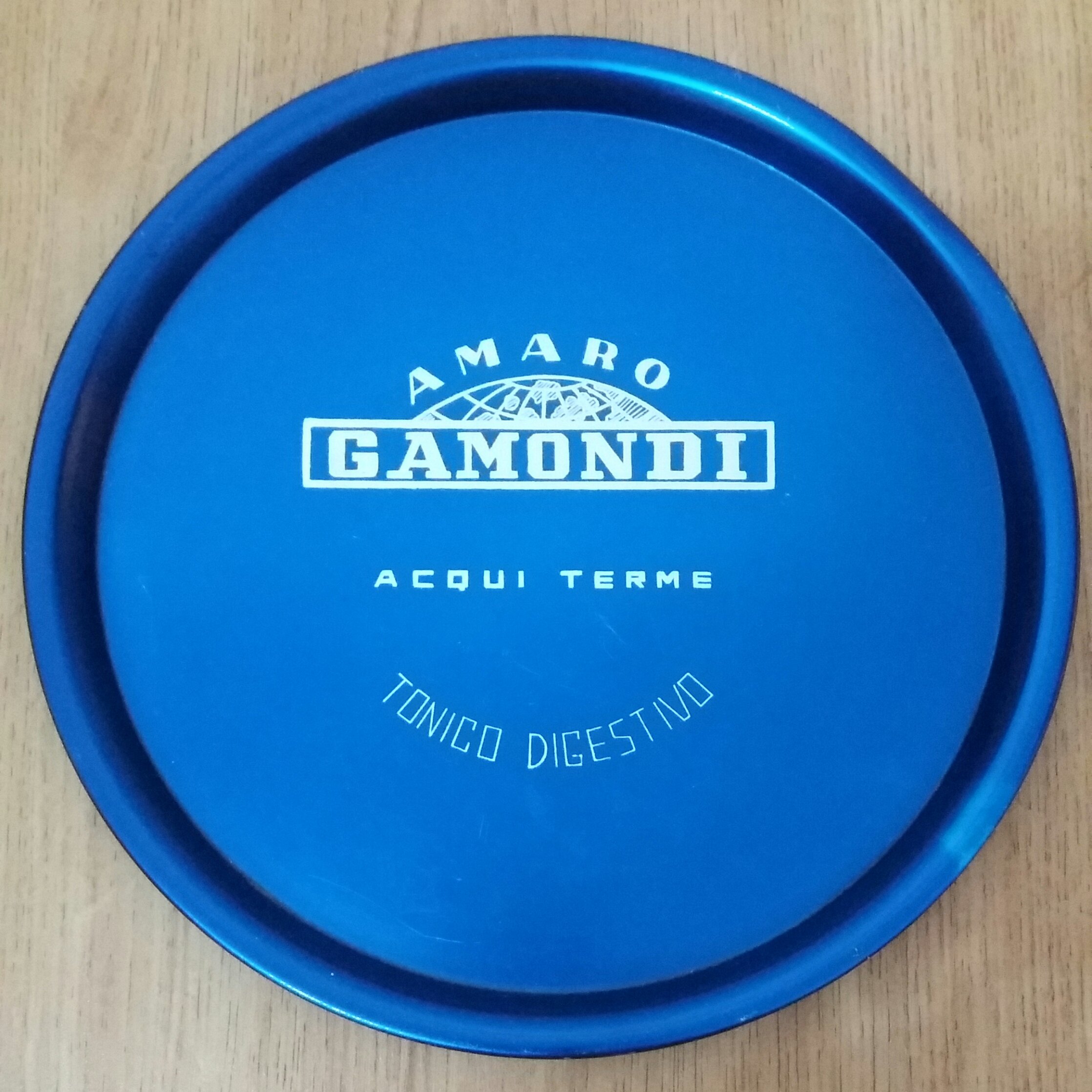
Vassoio Amaro Gamondi

La Distilleria Gamondi venne fondata nel 1890 nella località termale di Acqui Terme, in Piemonte.
Nata soprattutto come realtà produttiva di bevande toniche e amaricanti utilizzabili a supporto delle cure termali, come spesso capitava nelle realtà turistiche, con il tempo arrivò a definire la propria fisionomia definitiva di Distilleria.
La Gamondi produsse, oltre vermut, bitter e liquori, anche le versioni "Amaro Tonico" e "Super Amaro Gamondi", quest'ultimo con una percentuale zuccherina maggiore. La produzione terminò negli anni '80 del XX secolo a causa della mancanza di linea ereditaria, per riprendere poi per volontà della Toso Spa.